# Motokrossz-versenyzők listája

## A
| Név             | Szezon      | Világbajnokság                 | Nemzetiségi világbajnokság | Versenyek | Győzelmek |
| --------------- | ----------- | ------------------------------ | -------------------------- | --------- | --------- |
| Bengt Aberg     | -           | 500cc- 1969, 1970              | -                          | -         | -         |
| Greg Albertyn   | 1992-2000   | 125cc- 1992, 250cc- 1993, 1994 | AMA 250cc- 1999            | -         | -         |
| Mike Alessi     | 2005 - 2007 | -                              | -                          | -         | -         |
| Hakan Andersson | -           | 250cc- 1973                    | -                          | -         | -         |
| Viktor Arbekov  | -           | 250cc- 1965                    | -                          | -         | -         |
| Nicolas Aubin   | 2005 - 2007 | -                              | -                          | -         | -         |

## B
| Név               | Szezon    | Világbajnokság           | Nemzetiségi világbajnokság                   | Versenyek | Győzelmek |
| ----------------- | --------- | ------------------------ | -------------------------------------------- | --------- | --------- |
| René Baeten       | -         | 500cc- 1958              | -                                            | -         | -         |
| David Bailey      | 1979-1987 | -                        | AMA 250cc- 1983 AMA SX- 1983 AMA 500cc- 1984 | -         | -         |
| Mark Barnett      | 1977-1985 | -                        | AMA 125cc- 1980-1982 AMA SX- 1981            | -         | -         |
| Andrea Bartolini  | -         | 500cc- 1999              | -                                            | -         | -         |
| Willy Bauer       | 1972-1976 | -                        | -                                            | -         | -         |
| Jean-Michel Bayle | 1987-1991 | 125cc- 1989, 250cc- 1990 | AMA 250cc- 1991 AMA SX- 1991 AMA 500cc- 1991 | -         | -         |
| Christian Beggi   | -         | -                        | -                                            | -         | -         |
| Mike Bell         | -         | -                        | AMA 250cc SX - 1980                          | -         | -         |
| John van den Berk | -         | 125cc- 1987, 250cc- 1988 | -                                            | -         | -         |
| Marnicq Bervoets  | -         | -                        | -                                            | -         | -         |
| Dave Bickers      | -         | -                        | -                                            | -         | -         |
| Frédéric Bolley   | -         | 250cc- 1999, 2000        | -                                            | -         | -         |
| Damon Bradshaw    | 1989-1997 | -                        | AMA SX 125cc East- 1989                      | -         | -         |
| Sven Breugelmans  | -         | MX-3 - 2005              | -                                            | -         | -         |
| Mike Brown        | -         | -                        | AMA 125cc - 2001                             | -         | -         |
| Jimmy Button      | -         | -                        | -                                            | -         | -         |
| Chris Brockway    | -         | -                        | -                                            | -         | -         |

## C
| Név              | Szezon      | Világbajnokság           | Nemzetiségi világbajnokság                                                                    | Versenyek | Győzelmek |
| ---------------- | ----------- | ------------------------ | --------------------------------------------------------------------------------------------- | --------- | --------- |
| Antonio Cairoli  | -           | MX2- 2005, 2007          | -                                                                                             | -         | -         |
| Håkan Carlquist  | -           | 500cc- 1983, 250cc- 1979 | -                                                                                             | -         | -         |
| Ricky Carmichael | 1996- 2007  | SX 2005                  | AMA 125cc- 1997-1999 AMA 125 SX East - 1998 AMA SX- 2001-2003, 2005-2006 AMA 250cc- 2000-2006 | -         | 150       |
| Danny Chandler   | 1976 - 1985 | -                        | -                                                                                             | -         | -         |
| Alessio Chiodi   | -           | 125cc- 1997-1999         | -                                                                                             | -         | -         |
| Paul Cooper      | 1980-2006   | -                        | British MXOpen - 2002                                                                         | -         | -         |
| Josh Coppins     | 1995-2006   | -                        | British MX Open - 2004 British MX1 - 2005                                                     | -         | -         |
| Gordon Crockard  | 1998-2006   | -                        | British MXOpen - 2000-2003                                                                    | -         | -         |

## D
| Név             | Szezon      | Világbajnokság               | Nemzetiségi világbajnokság    | Versenyek | Győzelmek |
| --------------- | ----------- | ---------------------------- | ----------------------------- | --------- | --------- |
| Craig Dack      | 1996-2006   | -                            | -                             | -         | -         |
| Roger De Coster | 1966-1980   | 500cc- 1971-1973, 1975, 1976 | Belgian 500cc- 1966           | -         | 36        |
| Ken De Dyker    | 1999-2007   | -                            | British MX1-2006              | -         | -         |
| Yves Demaria    | -           | MX3- 2004, 2006, 2007        | -                             | -         | -         |
| John DeSoto     | 1969 - 1975 | -                            | -                             | -         | -         |
| Tony DiStefano  | 1973-1981   | -                            | AMA 250cc- 1975-1977          | -         | 16        |
| Jamie Dobb      | -           | 125cc- 2001                  | British 125cc-1989, 1998-1999 | -         | -         |
| John Dowd       | 1986-2006   | -                            | -                             | -         | -         |
| Ryan Dungey     | 2006 - 2007 | -                            | -                             | -         | -         |

## E
| Név               | Szezon    | Világbajnokság                                                   | Nemzetiségi világbajnokság                       | Versenyek | Győzelmek |
| ----------------- | --------- | ---------------------------------------------------------------- | ------------------------------------------------ | --------- | --------- |
| Daryl Ecklund     | -         | -                                                                | -                                                | -         | -         |
| Richard Eierstedt | -         | -                                                                | -                                                | -         | -         |
| Jimmy Ellis       | -         | -                                                                | AMA 250cc SX - 1975                              | -         | -         |
| Jeff Emig         | 1988-1999 | -                                                                | AMA 125cc- 1992 AMA 250cc- 1996-1997 AMA SX-1997 | -         | -         |
| Harry Everts      | -         | 250cc - 1975, 125cc - 1979-1981                                  | -                                                | -         | -         |
| Stefan Everts     | 1988-2006 | 250cc- 1995-1997 500cc- 2001-2002 MXGP- 2003-2004 MX1- 2005-2006 | Belgium 125cc- 1990, Belgium 250cc- 1993         | -         | 101       |

## F
| Név              | Szezon    | Világbajnokság          | Nemzetiségi világbajnokság                      | Versenyek | Győzelmek |
| ---------------- | --------- | ----------------------- | ----------------------------------------------- | --------- | --------- |
| Jaroslav Falta   | -         | -                       | -                                               | -         | -         |
| Tim Ferry        | -         | -                       | AMA 125 SX East - 1997                          | -         | -         |
| Ernesto Fonseca  | 1999-2006 | -                       | AMA SX 125cc East- 1999 AMA SX 125cc West- 2000 | -         | -         |
| Lauris Freibergs | -         | -                       | -                                               | -         | -         |
| Paul Friedrichs  | -         | 500cc- 1966, 1967, 1968 | -                                               | -         | -         |

## G
| Név             | Szezon      | Világbajnokság                                  | Nemzetiségi világbajnokság                        | Versenyek | Győzelmek |
| --------------- | ----------- | ----------------------------------------------- | ------------------------------------------------- | --------- | --------- |
| Eric Geboers    | 1982-1990   | 125cc- 1982, 1983 250cc- 1987 500cc- 1988, 1990 |                                                   | -         | -         |
| Sylvain Geboers | 1970s       | -                                               | -                                                 | -         | -         |
| Broc Glover     | 1976-1988   | -                                               | AMA 125cc- 1977-1979, AMA 500cc- 1981, 1983, 1985 | -         | -         |
| Josh Grant      | 2005 - 2007 | -                                               | -                                                 | -         | -         |

## H
| Név             | Szezon    | Világbajnokság                | Nemzetiségi világbajnokság                                                         | Versenyek | Győzelmek |
| --------------- | --------- | ----------------------------- | ---------------------------------------------------------------------------------- | --------- | --------- |
| Torsten Hallman | 1960-1969 | 250cc- 1962, 1963, 1966, 1967 | -                                                                                  | -         | 37        |
| Bob Hannah      | 1976-1989 | -                             | AMA AMA 125cc- 1976 AMA SX- 1977-1979 AMA 250cc- 1978, 1979                        | -         | 70        |
| Donnie Hansen   | -         | -                             | AMA 250cc - 1982 AMA SX- 1982                                                      | -         | -         |
| Torlief Hansen  | -         | -                             | -                                                                                  | -         | -         |
| Marcus Hansson  | -         | 500cc- 1994                   | -                                                                                  | -         | -         |
| Doug Henry      | 1988-1999 | -                             | AMA 125 SX East - 1993 AMA 125cc - 1993, 1994 AMA 250cc - 1998                     | -         | -         |
| Rob Herring     | -         | -                             | British 250cc- 1989, 1991, 1992 British 125cc- 1990, 1991, 1992 British Open- 1996 | -         | -         |
| Kent Howerton   | 1973-1983 | -                             | AMA 500cc- 1976 AMA 250cc- 1980, 1981                                              | -         | -         |
| Neil Hudson     | -         | 250cc- 1981                   | -                                                                                  | -         | -         |

## J
| Név          | Szezon      | Világbajnokság                            | Nemzetiségi világbajnokság                                           | Versenyek | Győzelmek |
| ------------ | ----------- | ----------------------------------------- | -------------------------------------------------------------------- | --------- | --------- |
| Georges Jobé | 1979-1992   | 250cc- 1980, 1983 500cc- 1987, 1991, 1992 | 250cc- 1978, 1980-1983 500cc- 1984, 1989                             | -         | -         |
| Rick Johnson | 1980-1989   | -                                         | AMA 250cc- 1984, 1986, 1987 AMA 500cc- 1987, 1988 AMA SX- 1986, 1988 | -         | 61        |
| Gary Jones   | 1971-1976   | -                                         | AMA 250cc- 1972-1974                                                 | -         | -         |
| Ake Jonsson  | 1968 - 1975 | -                                         | -                                                                    | -         | -         |
| Mark Jones   | -           | -                                         | -                                                                    | -         |           |

## K
| Név               | Szezon    | Világbajnokság    | Nemzetiségi világbajnokság                            | Versenyek | Győzelmek |
| ----------------- | --------- | ----------------- | ----------------------------------------------------- | --------- | --------- |
| Pierre Karsmakers | -         | -                 | AMA 500cc- 1975 AMA SX 250cc- 1976                    | -         | -         |
| Mike Kiedrowski   | 1988-1997 | -                 | AMA 125cc- 1989, 1991 AMA 500cc- 1992 AMA 250cc- 1993 | -         | 30        |
| Darryll King      | 1987-2007 | -                 | Aus. 500cc- 2001, 2003, 2004                          | -         | -         |
| Shayne King       | 1987-2007 | 500cc- 1996       | NZ National Champion- 2003                            | -         | -         |
| Heinz Kinigadner  | -         | 250cc- 1984, 1985 | -                                                     | -         | -         |
| Dusty Klatt       | -         | -                 | Can. MX1- 2006                                        | -         | -         |

## L
| Név            | Szezon       | Világbajnokság    | Nemzetiségi világbajnokság                                                       | Versenyek | Győzelmek |
| -------------- | ------------ | ----------------- | -------------------------------------------------------------------------------- | --------- | --------- |
| Brad Lackey    | 1971-1982    | 500cc- 1982       | AMA 500cc- 1972                                                                  | -         | -         |
| Arthur Lampkin | -            | -                 | -                                                                                | -         | -         |
| Steve Lamson   | -            | -                 | AMA 125cc- 1995, 1996                                                            | -         | -         |
| Grant Langston | 1997-present | 125cc- 2000       | AMA 125cc - 2003 AMA 125 SX East - 2005 AMA SX Lites West - 2006 AMA 250cc- 2007 | -         | -         |
| Danny LaPorte  | 1976-1983    | 250cc- 1982       | AMA 500cc- 1979                                                                  | -         | -         |
| Mike LaRocco   | 1988-2006    |                   | AMA 250cc- 1994, AMA 500cc- 1993                                                 | -         | -         |
| Ron Lechien    | 1983-1990    | -                 | AMA 125cc- 1985                                                                  | -         | -         |
| Tanel Leok     | -            | -                 | -                                                                                | -         | -         |
| Ove Lundell    | 1948-?       | -                 | -                                                                                | -         | -         |
| Sten Lundin    | -            | 500cc- 1959, 1961 | -                                                                                | -         | -         |

## M
| Név                 | Szezon       | Világbajnokság                      | Nemzetiségi világbajnokság                  | Versenyek | Győzelmek |
| ------------------- | ------------ | ----------------------------------- | ------------------------------------------- | --------- | --------- |
| André Malherbe      | -            | 500cc- 1980, 1981, 1983             | -                                           | -         | -         |
| Jacky Martens       | -            | 500cc- 1993                         | -                                           | -         | -         |
| Mickael Maschio     | -            | 125cc- 2002                         | -                                           | -         | -         |
| Connor McGechan     | 2000-present | -                                   | Aus. 500cc- 2001, 2003, 2004                | -         | -         |
| Jeremy McGrath      | 1989-2003    |                                     | AMA 250cc- 1995 AMA SX 1993-1996, 1998-2000 | -         | -         |
| Heikki Mikkola      | 1969-1979    | 500cc- 1974, 1977, 1978 250cc- 1976 | -                                           | -         | -         |
| Gennagyij Mojszejev | -            | 250cc- 1974, 1977, 1978             | -                                           | -         | -         |
| Bobby Moore         | -            | 125cc - 1994                        | AMA 125cc West SX - 1985                    | -         | -         |
| Blair Morgan        | 1993-present |                                     | Can. 125/250cc- 1997, 1999                  | -         | -         |
| Gaylon Mosier       | -            | -                                   | -                                           | -         | -         |

## N
| Név          | Szezon | Világbajnokság    | Nemzetiségi világbajnokság | Versenyek | Győzelmek |
| ------------ | ------ | ----------------- | -------------------------- | --------- | --------- |
| Kurt Nicoll  | -      | -                 | -                          | -         | -         |
| Bill Nilsson | -      | 500cc- 1957, 1960 | -                          | -         | -         |
| Graham Noyce | -      | 500cc- 1979       | -                          | -         | -         |
| Carl Nunn    | -      | -                 | British MX2 - 2005, 2006   | -         | -         |

## O
| Név           | Szezon    | Világbajnokság | Nemzetiségi világbajnokság   | Versenyek | Győzelmek |
| ------------- | --------- | -------------- | ---------------------------- | --------- | --------- |
| Johnny O'Mara | 1980-1990 | -              | AMA 125cc- 1983 AMA SX- 1984 | -         | -         |

## P
| Név                | Szezon    | Világbajnokság          | Nemzetiségi világbajnokság             | Versenyek | Győzelmek |
| ------------------ | --------- | ----------------------- | -------------------------------------- | --------- | --------- |
| Trampas Parker     | -         | 125cc- 1989 250cc- 1991 | -                                      | -         | -         |
| Travis Pastrana    | 1999-2006 | -                       | AMA 125cc MX- 2000 125cc East SX- 2001 | -         | -         |
| David Philippaerts | -         | -                       | -                                      | -         | -         |
| Mickael Pichon     | -         | 250cc- 2001, 2002       | AMA 125cc East SX- 1995, 1996          | -         | -         |
| Jim Pomeroy        | 1973-1978 | -                       | -                                      | -         | -         |
| Christophe Pourcel | -         | MX2 - 2006              | -                                      | -         | -         |
| Alessandro Puzar   | -         | 250cc- 1990 125cc- 1995 | -                                      | -         | -         |

## R
| Név                | Szezon       | Világbajnokság           | Nemzetiségi világbajnokság                              | Versenyek | Győzelmek |
| ------------------ | ------------ | ------------------------ | ------------------------------------------------------- | --------- | --------- |
| Gaston Rahier      | -            | 125cc - 1975-1977        | -                                                       | -         | -         |
| Steve Ramon        | 1997-2007    | 125cc - 2003, MX1 - 2007 | Bel. MX1- 2004, 2006                                    | -         | -         |
| Tyla Rattray       | 2000-2007    | -                        | Ned. 125cc- 2003                                        | -         | -         |
| Chad Reed          | 1999-present | SX 2003                  | Aus. SX- 1999, 2000 AMA 125 SX East - 2002 AMA SX- 2004 | -         | -         |
| Michéle Rinaldi    | -            | 125cc - 1984             | -                                                       | -         |           |
| Joël Robert        | 1964-1975    | 250cc- 1964, 1968-1972   | -                                                       | -         | -         |
| Stephane Roncada   | -            | -                        | AMA 125 SX East - 2000                                  | -         | -         |
| Jean Sebastien Roy | ? - 2006     | -                        | Can. 250cc- 2001-2005                                   | -         | -         |

## S
| Név               | Szezon       | Világbajnokság                            | Nemzetiségi világbajnokság                          | Versenyek | Győzelmek |
| ----------------- | ------------ | ----------------------------------------- | --------------------------------------------------- | --------- | --------- |
| Donny Schmit      | 1987-1995    | 125cc- 1990, 250cc- 1992                  | AMA 125cc West SX - 1986                            | -         | -         |
| Tommy Searle      | 2006-2007    | -                                         | -                                                   | -         | -         |
| Gary Semics       | -            | -                                         | AMA 500cc SX - 1974                                 | -         | -         |
| Joël Smets        | 1993-2005    | 500cc- 1995, 1997-1998, 2000, 650cc- 2003 | -                                                   | -         | -         |
| Jeff Smith        | 1955-1970    | 500cc- 1964-1965                          | -                                                   | -         | -         |
| Marty Smith       | 1974-1982    | -                                         | AMA 125cc- 1974, 1975 AMA 500cc- 1977               | -         | -         |
| Steve Stackable   | -            | -                                         | AMA 500cc SX - 1975                                 | -         | -         |
| Jeff Stanton      | 1986-1993    | -                                         | AMA 250cc- 1989, 1990, 1992 AMA SX-1989, 1990, 1992 | -         | -         |
| Rex Staten        | -            | -                                         | -                                                   | -         | -         |
| James Stewart Jr. | 2002-present | SX- 2006, 2007                            | AMA 125cc- 2002, 2004 AMA SX- 2007                  | -         | -         |
| David Strijbos    | -            | 125cc- 1986                               | -                                                   | -         | -         |
| Kevin Strijbos    | 2006-2007    | -                                         | -                                                   | -         | -         |

## T
| Név                | Szezon      | Világbajnokság           | Nemzetiségi világbajnokság     | Versenyek | Győzelmek |
| ------------------ | ----------- | ------------------------ | ------------------------------ | --------- | --------- |
| Ivan Tedesco       | -           | -                        | AMA SX Lites West - 2004, 2005 | -         | -         |
| David Thorpe       | 1979 - 1993 | 500cc - 1985, 1986, 1989 | -                              | -         | -         |
| Rolf Tibblin       | -           | 500cc - 1962, 1963       | -                              | -         | -         |
| Sebastien Tortelli | 1994 - 2006 | 125cc- 1996 250cc- 1999  | -                              | -         | -         |
| Ben Townley        | -           | MX2- 2004                | AMA SX Lites East - 2007       | -         | -         |
| Pedro Tragter      | -           | 125cc- 1993              | -                              | -         | -         |
| Marty Tripes       | 1973-1980   | -                        | -                              | -         | -11       |

## V
| Név                | Szezon       | Világbajnokság | Nemzetiségi világbajnokság                                 | Versenyek | Győzelmek |
| ------------------ | ------------ | -------------- | ---------------------------------------------------------- | --------- | --------- |
| Pekka Vehkonen     | -            | 125cc - 1985   | -                                                          | -         | -         |
| Jaak van Velthoven | -1970s       | -              | -                                                          | -         | -         |
| Kees van der Ven   | -            | -              | -                                                          | -         | -         |
| Ryan Villopoto     | 2005-present | -              | AMA MX Lites- 2006, 2007 AMA SX Lites West- 2007           | -         | -         |
| Jacky Vimond       | -            | 250cc - 1986   | -                                                          | -         | -         |
| Heath Voss         | -            | SX 2004        | -                                                          | -         | -         |
| David Vuillemin    | 1995-present | -              | Fra. SX 125cc- 1996, 1997, 1998 SX 250cc- 1998 250cc- 1999 | -         | -         |

## W
| Név            | Szezon       | Világbajnokság | Nemzetiségi világbajnokság                                                     | Versenyek | Győzelmek |
| -------------- | ------------ | -------------- | ------------------------------------------------------------------------------ | --------- | --------- |
| Jeff Ward      | 1978-1992    | -              | AMA 125cc- 1984 AMA 250cc- 1985, 1988 AMA 500cc- 1989, 1990 AMA SX- 1985, 1987 | -         | 56        |
| Akira Watanabe | -            | 125cc - 1978   | -                                                                              | -         | -         |
| Adolf Weil     | -            | -              | -                                                                              | -         | -         |
| Jimmy Weinert  | 1970-1980    | -              | AMA 500cc- 1974, 1975 AMA SX- 1976                                             | -         | 22        |
| Kevin Windham  | 1994-present | -              | -                                                                              | -         | -         |
| Gerrit Wolsink | -            | -              | -                                                                              | -         | -         |